# Samoavisslare
Samoavisslare (Pachycephala flavifrons) är en fågel i familjen visslare inom ordningen tättingar.

## Utbredning och systematik
Fågeln förekommer i västra Samoa (Savai'i och Upolu). Den behandlas som monotypisk, det vill säga att den inte delas in i några underarter.

## Status
IUCN kategoriserar arten som livskraftig.